# Police belge
Pour les articles homonymes, voir Police.
 (mars 2015).

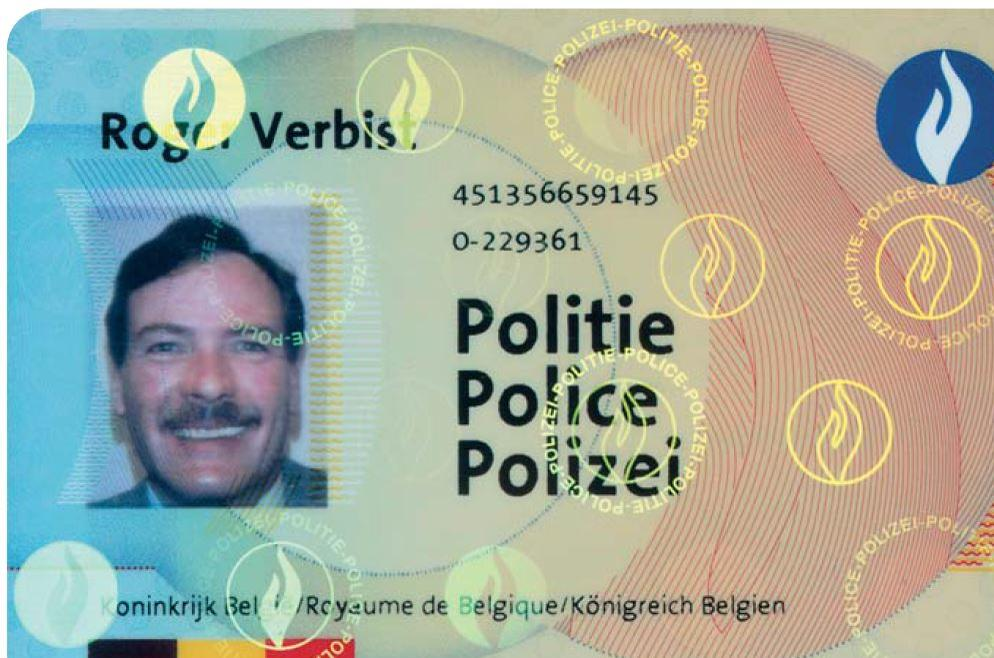
Carte de police belge.

La police belge (en néerlandais : Politie [po'lisi] ; en allemand : Polizei [ˌpoliˈʦaɪ̯]) est l'institution chargée des services de police en Belgique.
Depuis la réforme des polices lancée en 1998, la police communale a été fusionnée avec la gendarmerie et la nouvelle institution fut décomposée en deux niveaux : la « police fédérale » (agissant à l’échelon national) et la « police locale » (divisée en 181 zones de police), chacun autonome, mais travaillant en collaboration.
La police belge forme la « discipline 3 » au regard de la Planification d’urgence en Belgique.
Il existe en outre d'autres organismes publics assurant des services de police ou comptant à moindre échelle des officiers de police pour l'exécution de leurs tâches ; notamment les Douanes, le SPF Justice, l'Institut belge des services postaux et des télécommunications, les agences régionales de protection de l'environnement, les gardes champêtres, Bruxelles Mobilité, Securail, le service de sécurité de la STIB, ou encore, jusqu'en 2016, le service de protection de la Sûreté de l'État.

## Police fédérale

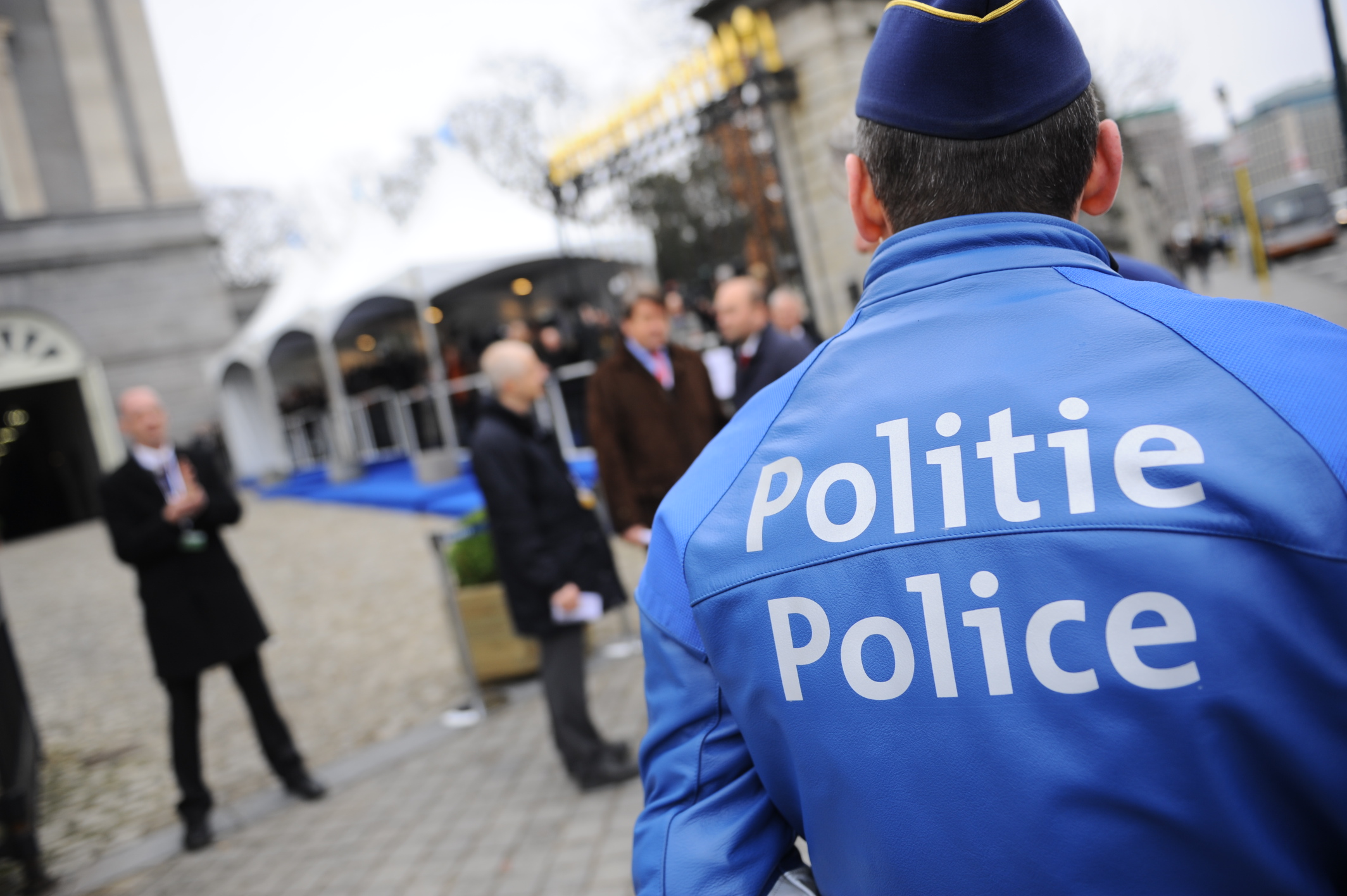
Policier encadrant une manifestation à Bruxelles, en 2012.

Brassard utilisé par les policiers en civil.

La police fédérale accomplit des missions spécialisées et supralocales de police administrative et judiciaire ainsi que des missions d’appui pour les unités, au profit des services de police locale et pour la police fédérale elle-même sur l’ensemble du territoire belge. Elle est placée sous l’autorité du commissaire général, qui est depuis 2018 Marc De Mesmaeker.
Elle est composée d’un commissariat général (CG) et de trois directions générales : la direction générale de la police administrative (DGA), la direction générale de la police judiciaire (DGJ), la direction générale de l’appui et de la gestion (DGR).

## Police locale

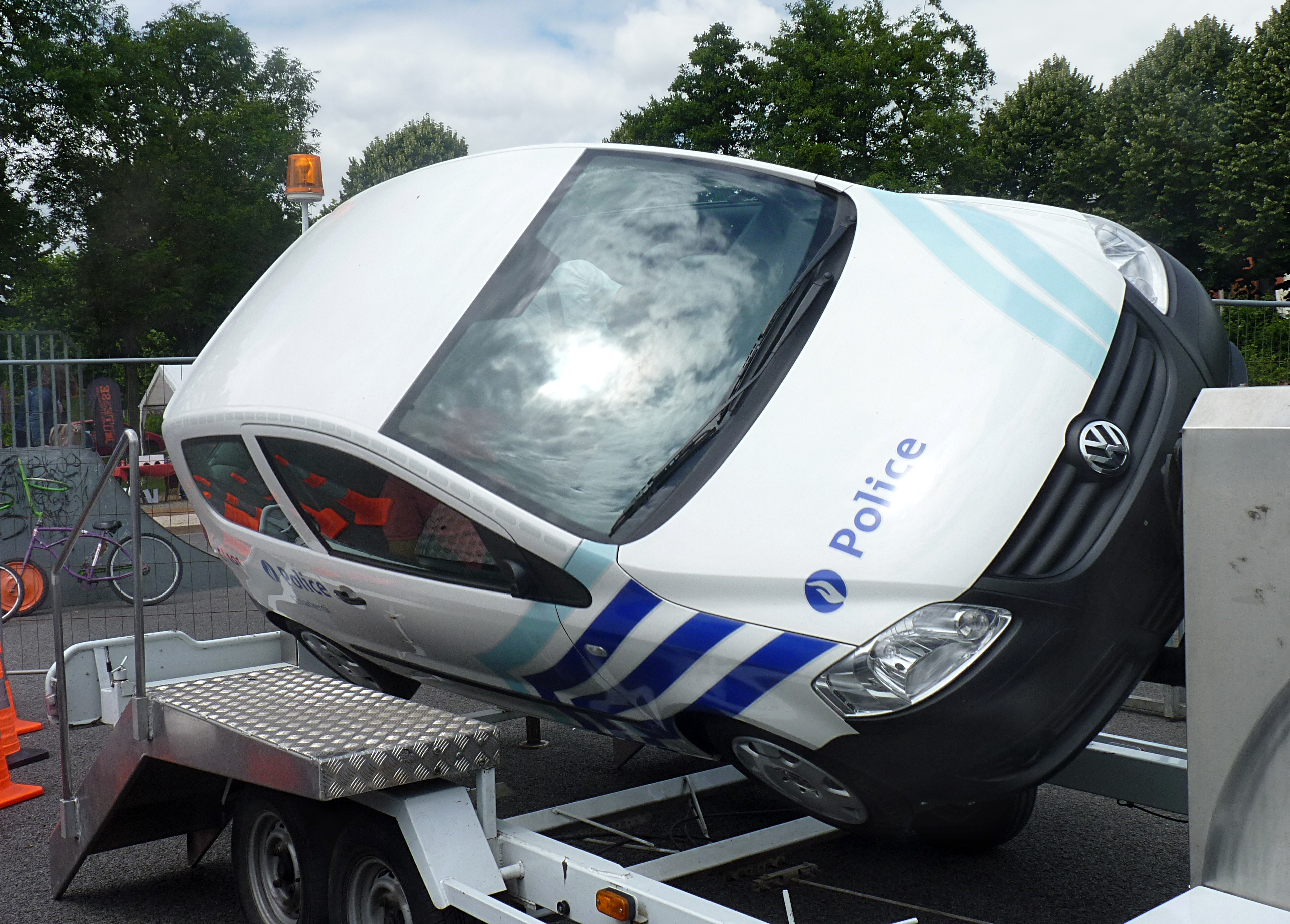
Véhicule de simulation et de démonstration de « tonneaux » de la police locale, lors d’accidents de la route, monté sur une remorque tractable.

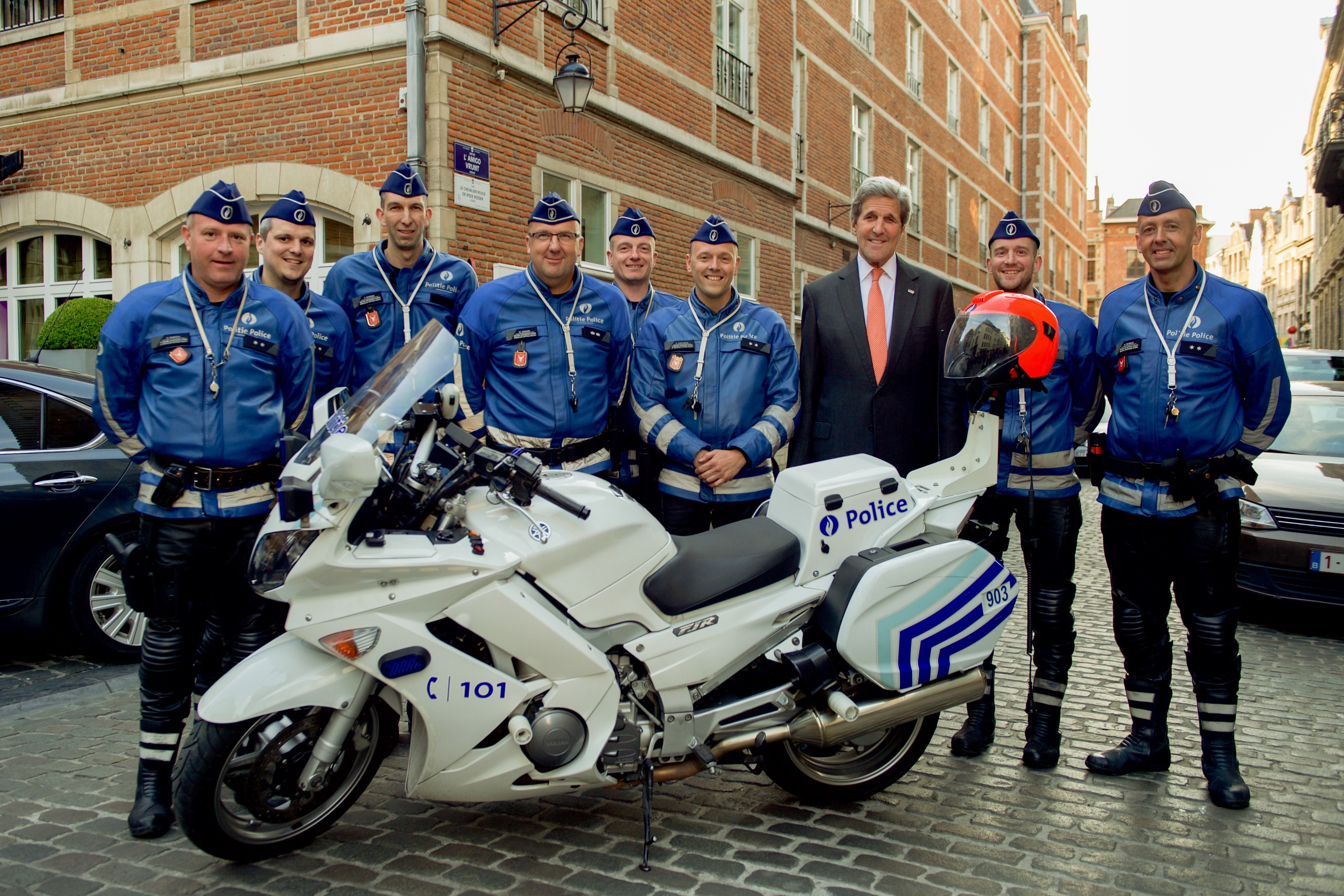
Policiers locaux (reconnaissable par les lignes bleu-claires sur la partie gauche de l'uniforme) avec l'ancien Secrétaire d'État américain John Kerry.

La police locale est organisée par « Zone de police ».
La police locale est constituée de 186 corps de police locale, issus de la fusion des ex-polices communales et des ex-brigades territoriales de la police fédérale. Parmi eux, 40 couvrent le territoire d’une seule ville ou commune (zones unicommunales) et 149 couvrent plusieurs villes et/ou communes (zones pluricommunales). Les corps de police local varient selon la surface, le degré d’urbanisation… forts en dimension et caractère. La grandeur du personnel varie d’une cinquantaine de personnes dans les petites zones de police à 2 800 dans les grandes zones.

## Liens entre la police fédérale et locale
Si la police fédérale et la police locale fonctionnent de manière autonome, elles travaillent aussi en étroite collaboration, l’une avec l’autre (échange d’informations, entraide, appui mutuel…) et sont complémentaires. Elles assurent ensemble la fonction de police intégrée. Assurer un bon service de police n’est possible que moyennant une contribution qualitative des services d’appui. Un appui sur mesure augmente la satisfaction de la population. Il est important de préciser qu’il n’existe aucun lien hiérarchique entre elles.
Afin d’accentuer ce caractère intégré la police fédérale et locale partagent les points suivants:

### Vision commune

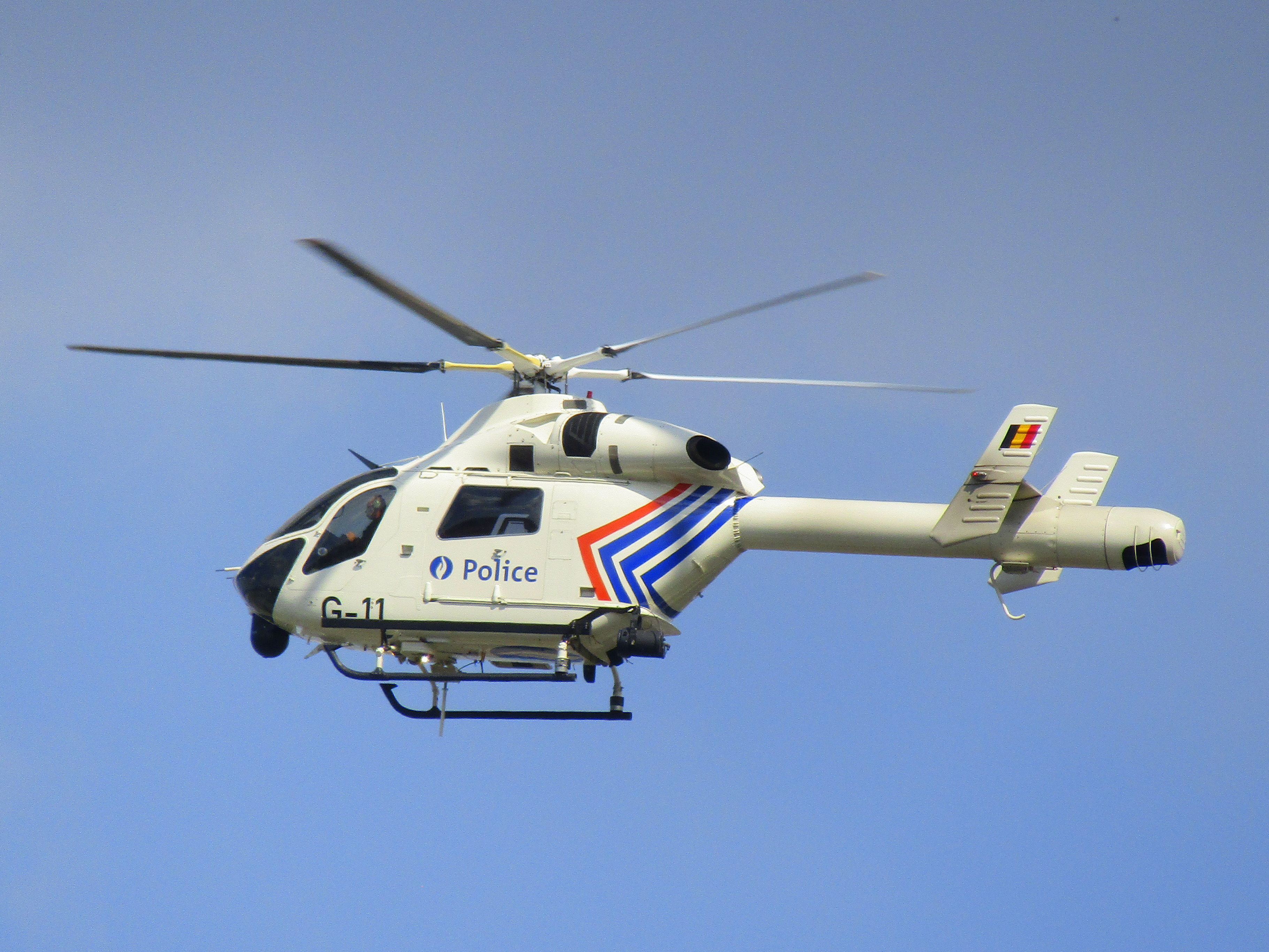
L’un des hélicoptères du Service d'appui aérien de la police fédérale belge, basés à la base aérienne de Melsbroek.

Le personnel policier belge partage les valeurs de la police intégrée.
Afin de contribuer à la sécurité sociétale, chaque membre du personnel de la police intégrée doit, dans l’exercice de ses tâches, tenir compte des principes de la fonction de police d’excellence.

### Plan national de sécurité (PNS)
Un plan national de sécurité(ou bien un plan policier) exposant les lignes directrices des missions policières et fixant les priorités a été établi.

### Recrutement et formation policière
Une procédure de recrutement et de sélection commune a été développée et la formation a été uniformisée
La formation se doit d’être adaptée aux besoins et attentes du terrain pour lui permettre de remplir ses missions avec qualité et professionnalisme.
Pour atteindre ces objectifs, la formation doit « permettre aux aspirants de développer au mieux leurs compétences et de s’intégrer sans difficulté majeure, au plan professionnel et au plan humain, dans notre société ».
La formation vue comme réponse à des besoins émanant de la hiérarchie, des autorités politiques, du personnel ou aux attentes du terrain peut être perçue uniquement de manière réactive. Le rôle de la formation est bien plus large. Par sa capacité à prendre de la distance de manière permanente par rapport aux pratiques et au système existant, la formation peut remplir une fonction proactive de recul et de remise en question « en ouvrant la porte à de nouvelles manières opérationnelles de penser et d’agir ».
Deux grandes finalités se dégagent dans la formation policière :
« d’une part, répondre aux besoins de la population, des autorités politiques, de l’institution policière globale, de ses membres particuliers, et d’autre part, intervenir sur le monde policier même » par une remise en question permanente.
« Pendant longtemps, la formation professionnelle policière a eu pour mission de préparer le personnel à des fonctions types bien stéréotypées ; concentrée pour l’essentiel sur le début de la carrière ou sur une fonction déterminée, elle visait avant tout à inculquer un savoir conventionnel et des savoir-faire traditionnels, strictement réglementés et délimités ». Actuellement, la formation doit se positionner dans « le contexte d’une société de l’incertitude, caractérisée notamment par la vitesse… du changement ». Dans le contexte de l’organisation apprenante, la formation joue un rôle continu et permanent afin d’accompagner le membre du personnel dans le développement.
La formation peut se dérouler dans plusieurs académies du pays :
- l’Académie de Police Émilien Vaes (Jurbise) ;
- l’Académie de Police de Namur ;
- l’Académie de Police de Seraing ;
- l’École fédérale de police - Campus de Jumet (Charleroi) ;
- l’École régionale et intercommunale de police (ERIP, Bruxelles) ;
- Oost-Vlaamse Politieacademie (OPAC, Gand) ;
- Provinciale Instituut voor Vorming en Opleiding (PIVO, Brabant flamand) ;
- West-Vlaamse Politieschool (WPS, Zedelgem) ;
- Provinciale Politieschool Antwerpen (Anvers) ;
- Provinciale Limburg Opleiding en Training (PLOT, Limbourg)

soit une à Bruxelles, deux en Hainaut, aucune en province de Luxembourg, et une dans chacune des autres provinces.

### Statuts

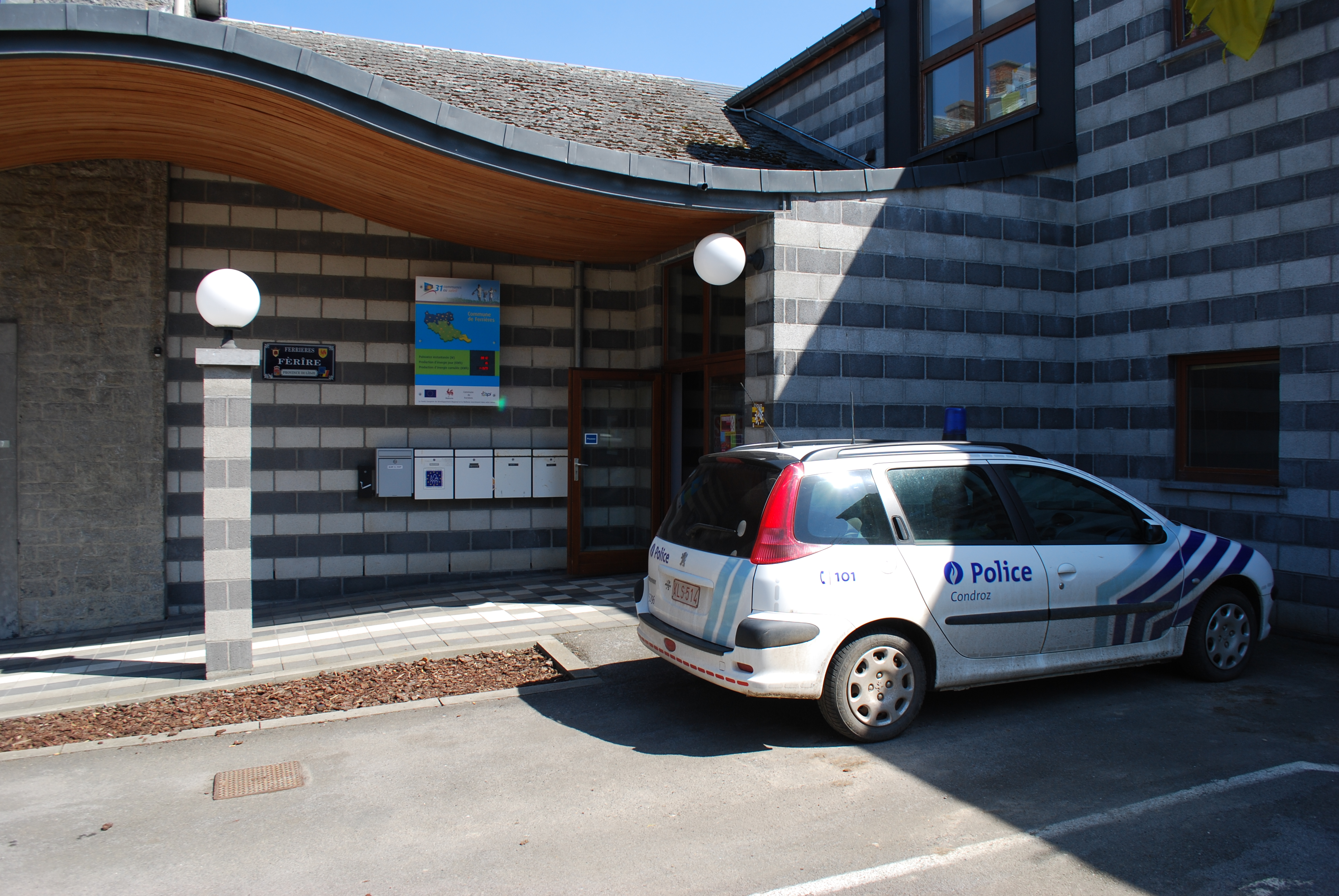
Véhicule de la police locale de Condroz.

Tous les fonctionnaires de police ont le même statut. Ce statut unique signifie que les mêmes règles sont applicables aux membres de la police fédérale et à ceux de la police locale en matière de promotion, d’évaluation, de discipline, de rémunération, de pension, de mobilité…

### Code de déontologie
Un code de déontologie s’applique à l’ensemble des membres de tous les services de police (fonctions en uniforme et fonctions en civil).
Ce code est fixé par l’Arrêté royal du 10 mai 2006.

### Communication
Pour jeter des ponts entre la police fédérale et la police locale, il existe un réseau de communication unique, une seule banque de données nationale générale, des centres d’information et de communication chargés d’orienter les équipes sur le terrain selon les appels, etc.

#### Information policière opérationnelle (BNG)
Il existe, en matière d’information policière opérationnelle, une seule banque de données nationale générale (BNG) pour les deux niveaux de police.

#### Carrefours d’information d’arrondissement (CIA)
Les carrefours d’information d’arrondissement (CIA) constituent le lien entre les niveaux fédéral et local sur le plan de l’échange opérationnel d’informations de police administrative et judiciaire;

#### Centres d’information et de communication (CIC)
Les 11 centres d’information et de communication (CIC) provinciaux sont opérationnels pour les deux niveaux de police, tant pour le call-taking (la prise des appels d’urgence) que pour l’orientation des équipes sur le terrain ;
Les polices fédérale et locale ainsi que les services d’aide et de sécurité (101, pompiers, douanes, etc.) utilisent un réseau radio digital appelé ASTRID. Il favorisera une meilleure communication entre les divers services de police et améliorera également la collaboration entre la police et les autres services d’aide.

### Mobilité
Tous les emplois au sein des deux niveaux (fédéral et local) sont accessibles à tout membre du personnel de l’un ou de l’autre niveau dans le cadre de la mobilité, pour autant qu’il soit satisfait à certaines conditions.

### Coopération
Il est recommandé de tendre à une meilleure coopération, notamment entre, d’une part, le niveau fédéral et le niveau local et, d’autre part, entre les corps de police locaux. L’évaluation et l’amélioration des conventions de coopération existantes, des protocoles, des service level agreements (SLA’s) se situent dans ce cadre

## Grades

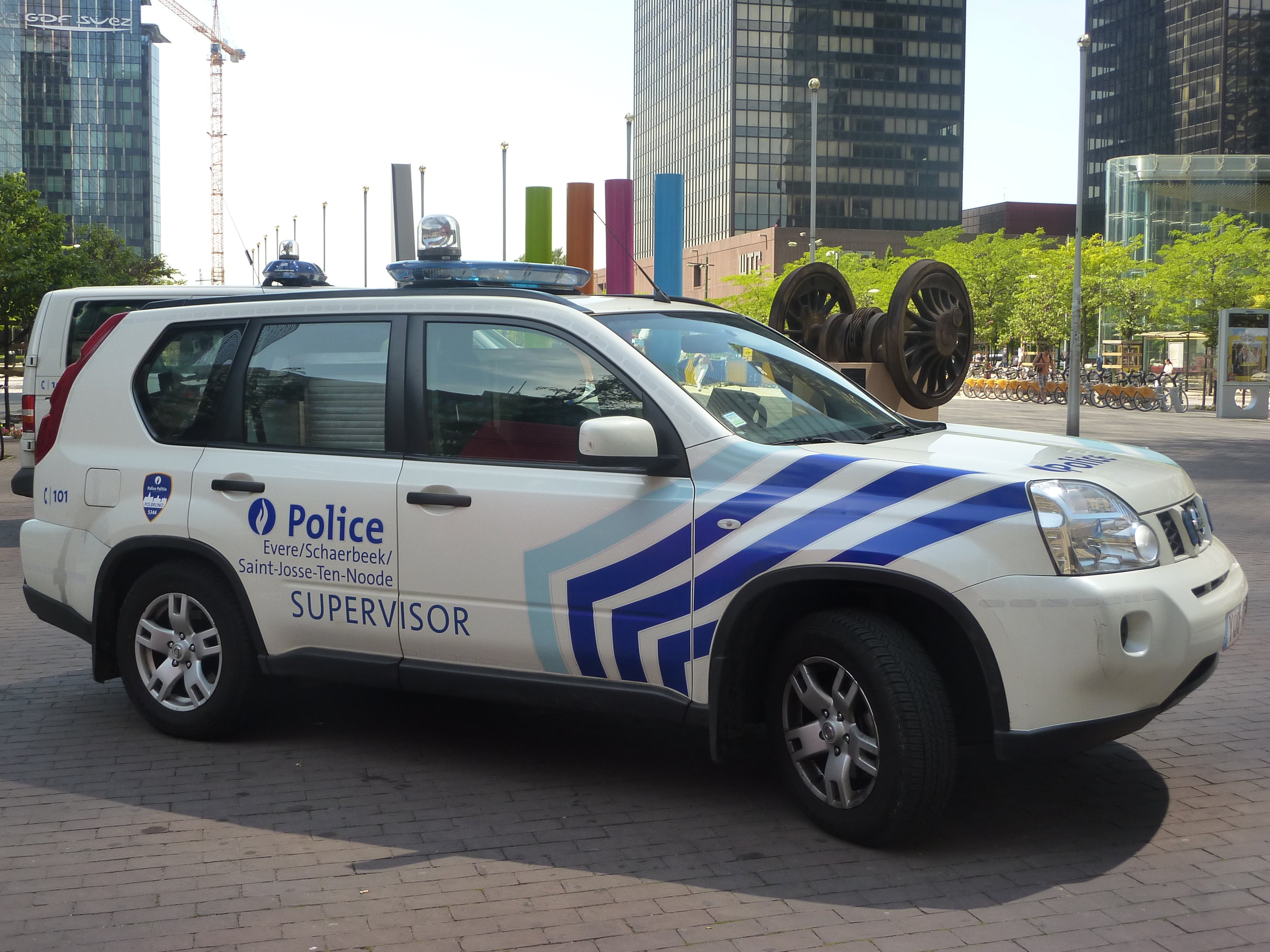
Véhicule du superviseur de la zone de police Polbruno.

## Organes de contrôle

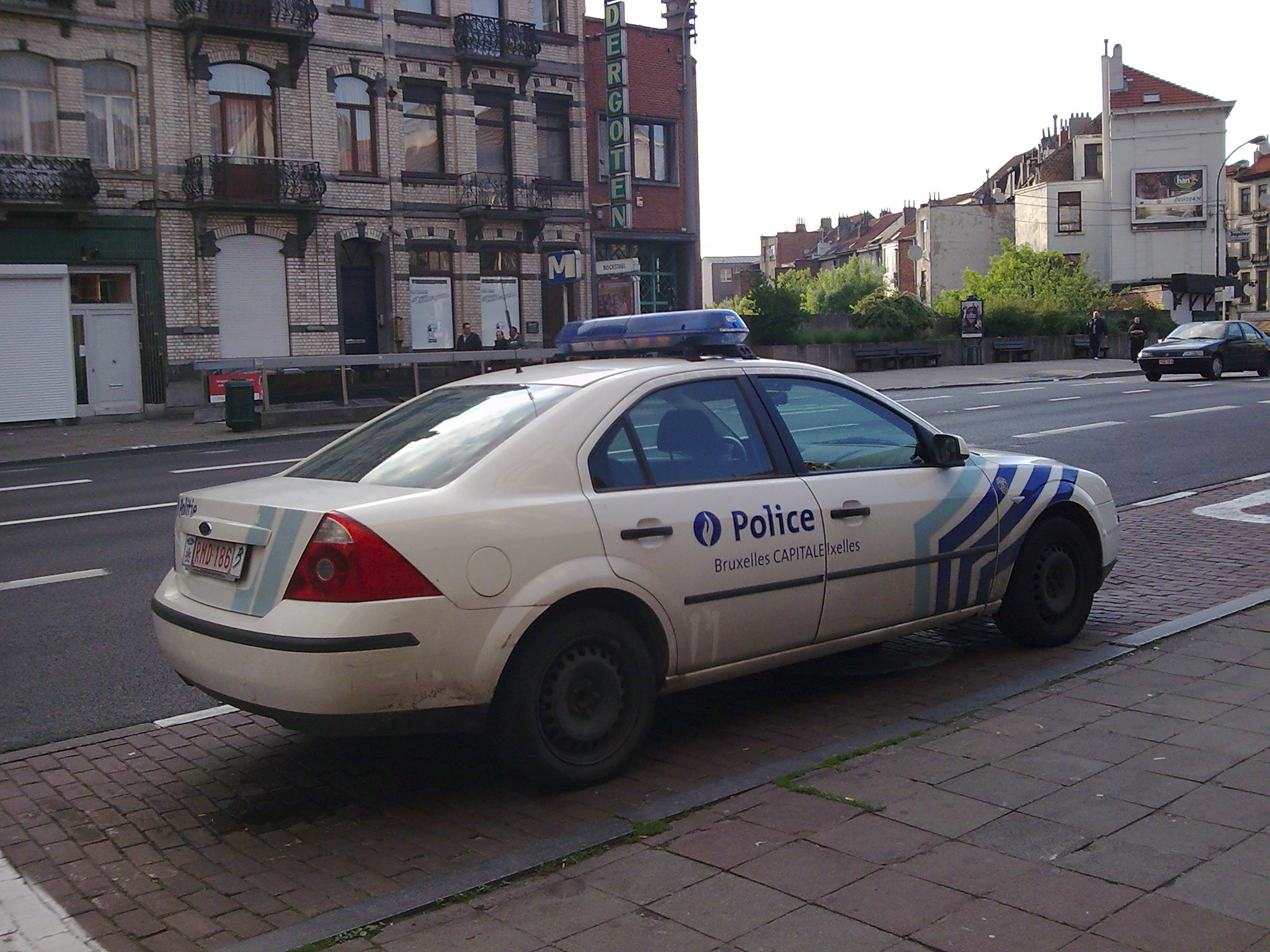
Ford Mondeo, ancien véhicule de la zone de police locale de Bruxelles-Capitale-Ixelles.

Les services de polices sont soumis au contrôle de trois organismes : le Comité permanent de contrôle des services de police, appelé Comité P, l’inspection générale de la police fédérale et de la police locale et le l’Organe de Contrôle appelé COC.
Chaque zone de police dispose (ou devrait disposer) d’un service de contrôle interne chargé notamment d’analyser les plaintes qui lui sont transmises (en vue notamment de proposer des idées d’amélioration sur le plan général ou individuel) et de coordonner les enquêtes en cours.
Ces services trouvent leur fondement dans la circulaire ministérielle POL 48, laquelle a passablement été réactualisée et enrichie par la récente circulaire CP3 qui organise et envisage le contrôle interne d’une manière plus globale au sein des corps de police, étendant la participation au devoir de contrôle et de collaboration active à l’ensemble des membres du personnel, alors qu’anciennement l’accent était surtout placé sur l’examen réactif des dysfonctionnements individuels intervenant au sein des corps de police. Ces services du contrôle interne rendent directement compte aux chefs de Corps, responsables ultimes du contrôle interne. Selon les organisations locales, ils investiguent les plaintes déposées à l’encontre des policiers, membres de leur corps de police mais peuvent aussi être chargés par les autorités disciplinaires ordinaires ou supérieures (ADO et ADS) d’établir les dossiers disciplinaires à l’encontre des membres du Corps de Police dont il parait établi qu’ils ont commis une « faute » au sens de la loi disciplinaire.

### Inspection générale (AIG)
La loi du 7 décembre 1998 organisant un service de police intégré, structuré à deux niveaux, a institué en son article 143 une inspection générale de la police fédérale et de la police locale, issue des inspections de la police judiciaire (créée par un arrêté royal du 30 mars 1995) et de la gendarmerie (créée par une directive ministérielle du 3 septembre 1847, recréée par un arrêté royal du 15 juin 1921). L’inspection générale est un organisme indépendant de la police qui dépend des ministres de la justice et de l’intérieur. Elle s’occupe surtout du comportement des membres de la police vis-à-vis des citoyens.

### Comité P
Le Comité P est un organisme indépendant de la police qui dépend du Parlement. Cet organisme est dirigé par un magistrat. En janvier 2012, Yves Keppens, ancien procureur du roi dans l’arrondissement judiciaire de Furnes (Flandre-Occidentale), a remplacé à ce poste Bart Van Lijsebeth, ancien procureur du roi d’Anvers.

### Organe de contrôle (COC)
Le COC est chargé de contrôler la gestion de l’information opérationnelle judiciaire et administrative. Ses domaines sont, entre autres, le contrôle des banques de données, le flux des données entre les services, le contrôle des registres d’écrous, le respect des prescriptions de la MFO3…

## Unités d’intervention de la police belge

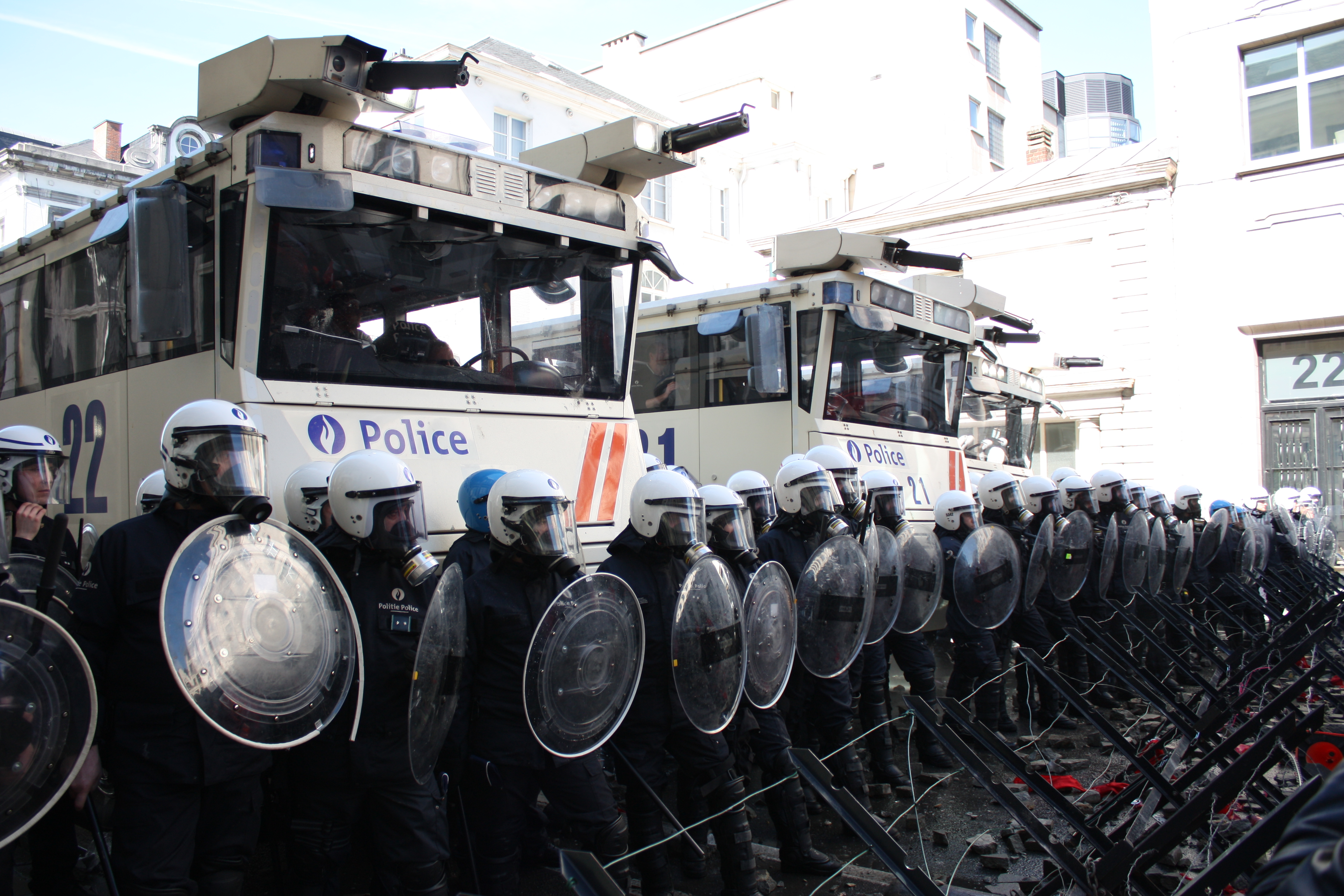
Véhicules et dispositifs anti-émeutes de la police fédérale, à Bruxelles, en 2011.

Pour faire face aux plus hautes situations de crise, la Direction des unités spéciales de la police fédérale (abréviation DSU) dispose des opérateurs de l’Escadron spécial d’Intervention (abréviation ESI, équivalent du RAID ou GIGN français), pouvant être déployés sur l’ensemble du Royaume et dédiés de manière exclusive à l’exécution de certains types de missions bien spécifiques.
Afin de faciliter son déploiement à travers le territoire national belge, la Direction des Unités spéciales est (en plus de la DSU centralisée à Bruxelles) composée d'unités réparties dans tout le pays. Ces unités, appelées POSA, sont au nombre de quatre et se concentrent chacune principalement sur deux provinces et pouvant dès lors être comparées à un GIPN français étant donné que, bien que composée d’opérateurs d’Unités spéciales brevetés au même titre que leurs collègues de la DSU, un peloton POSA travaille principalement (mais non exclusivement) dans une zone géographique limitée.
Selon les circonstances, les autorités qui sont compétentes à un échelon géographique plus restreint (comme les parquets d’arrondissement ou les administrations communales) peuvent également compter sur les Unités d'Assistance spécialisée (UAS) de la police Locale. Ces groupes, chacun attaché à une zone de police (abréviation ZP : organisation policière localisée sur un territoire géographique, s’apparentant à une brigade départementale de la gendarmerie française) peuvent prendre en charge des missions d’intervention à degré qualifié lorsque les Unités spéciales de la police fédérale ne sont pas disposées à pouvoir les exécuter (demande des autorités, accords sur la répartition des tâches, degrés de danger…). Ces groupes sont équivalents aux PSIG français et peuvent être amenés, selon les zones, à assurer un panel de missions plus larges que les interventions dites « spéciales » (telles que des patrouilles ciblées, des opérations d’ordre public, des missions de surveillance, etc.). L’existence de ces UAS est régie par circulaire ministérielle (81), laquelle définit ses rôles et missions et fixe une hiérarchie d’engagement entre les unités spéciales fédérales (DSU) et les UAS.
Chaque zone interpolice dispose de la latitude interne afin de décider de l’exploitation ou non d’une UAS. À l’heure actuelle, les unités sont réparties entre les zones de police suivantes (liste non exhaustive) :
- Turnhout
- Waasland - Nord
- Bruges : COBRA
- Gand : COPS-unit (depuis 01/07/2006)
- Anvers : AE/SRT (l'ancien BBT fait partie de DSU/POSA Anvers)
- Hasselt (+ groupement avec 4 autres ZP)
- Bruxelles Capitale Ixelles : AOB - BAA
- Bruxelles Nord : BTA
- Bruxelles Ouest : BAB
- Bruxelles Midi: SRU - UAS (EX BAC)
- ZP Marlow (Uccle - Watermael-Boitsfort - Auderghem ) : FLAG
- Liège : PAB (« Peloton anti-banditisme »[9])
- Namur : GIS (« Groupe d'interventions spéciales »[10])
- Zone boraine : Delta
- Charleroi : GSA (« Groupe de sécurisation et d'appui » puis « Groupe spécial d'appui »)
- Chatelet : SAS
- La Louvière
- Arlon : SAS (« Service d'appui spécialisé »)
- Ostende : THOR (« Team voor handhaving van openbare orde en rust »[11])
- Alost : ORCO
- ZP de Mons-Quévy : GASP

La GPI 81 est une exclusivité de la police locale.

## Armement

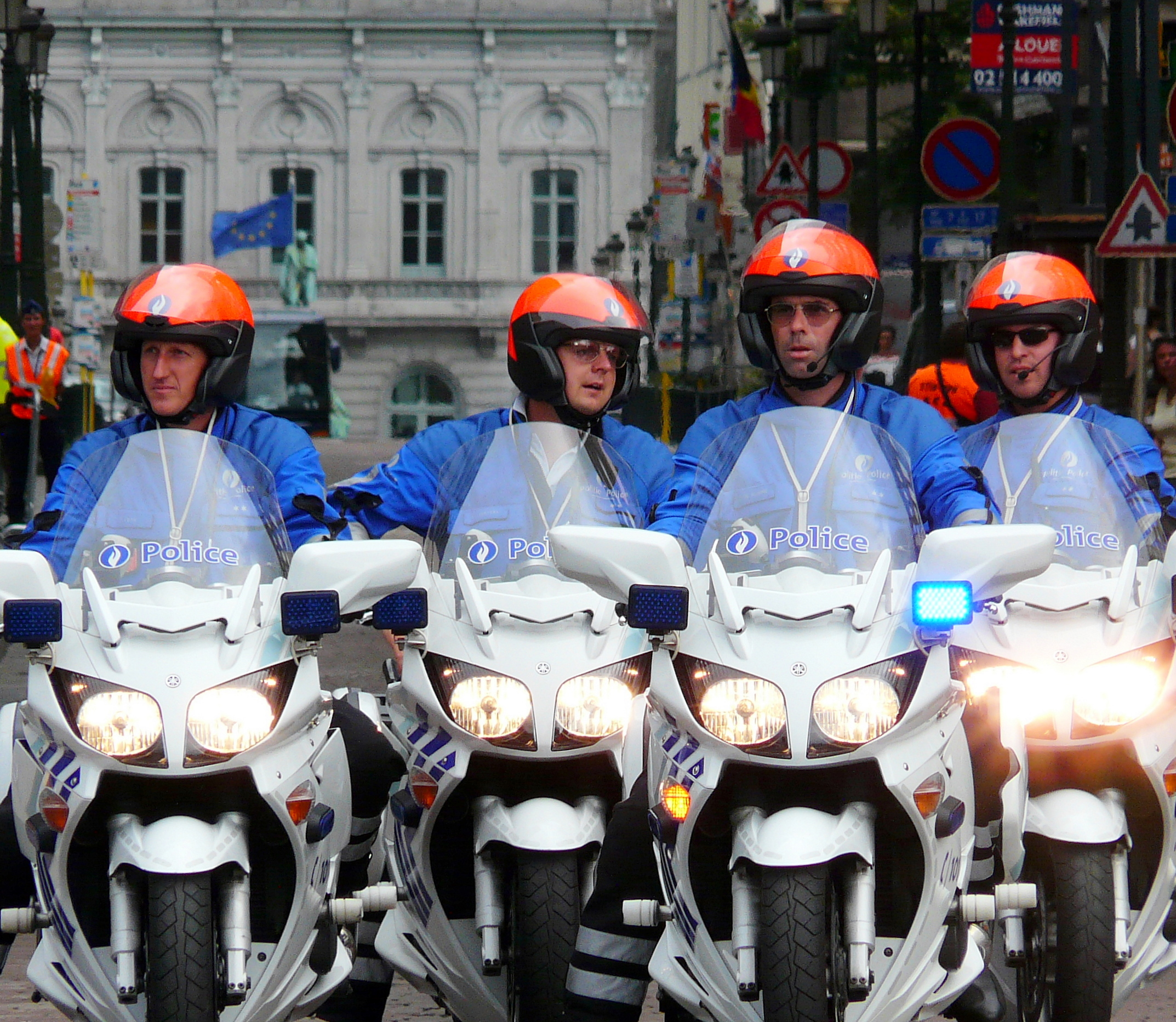
Motards de la police locale.

Depuis 2002, le policier belge est doté d’une arme de poing ou d’épaule en 9mm Parabellum. Ainsi 1939 pistolets semi-automatiques Glock 19, Glock 17 et Glock 26 arment la police belge et la Sûreté de l’État. Entre autres, la police de Genk a opté pour le FNP-9, la zone de Nivelles pour le HK 9 mm. Huit mille pistolets Smith & Wesson M&P9 ont été commandés par la police fédérale en 2011 en complément de ses Glock 9 mm pour remplacer les FN GP 35. Pour les situations graves, des Uzi (uniquement jusqu’en juin 2013), Steyr AUG, HK MP5 et UMP peuvent être mis en œuvre de même que des riotguns en calibre 12 (sur dérogation du ministre). Pour les unités spéciales, des FN SCAR ainsi que des FN P90 peuvent être utilisés.
Depuis les années 2010, les unités disposant d’une autorisation spécifique sont équipées de lanceurs à létalité réduite FN 303. Premièrement utilisé par la Direction des unités spéciales, depuis 2012 cet outil équipe certains services de la Police Locale.
Depuis octobre 2017 (voir GPI62 BIS), la munition 7.62x 35 est autorisée pour l'arme collective.

## Véhicules

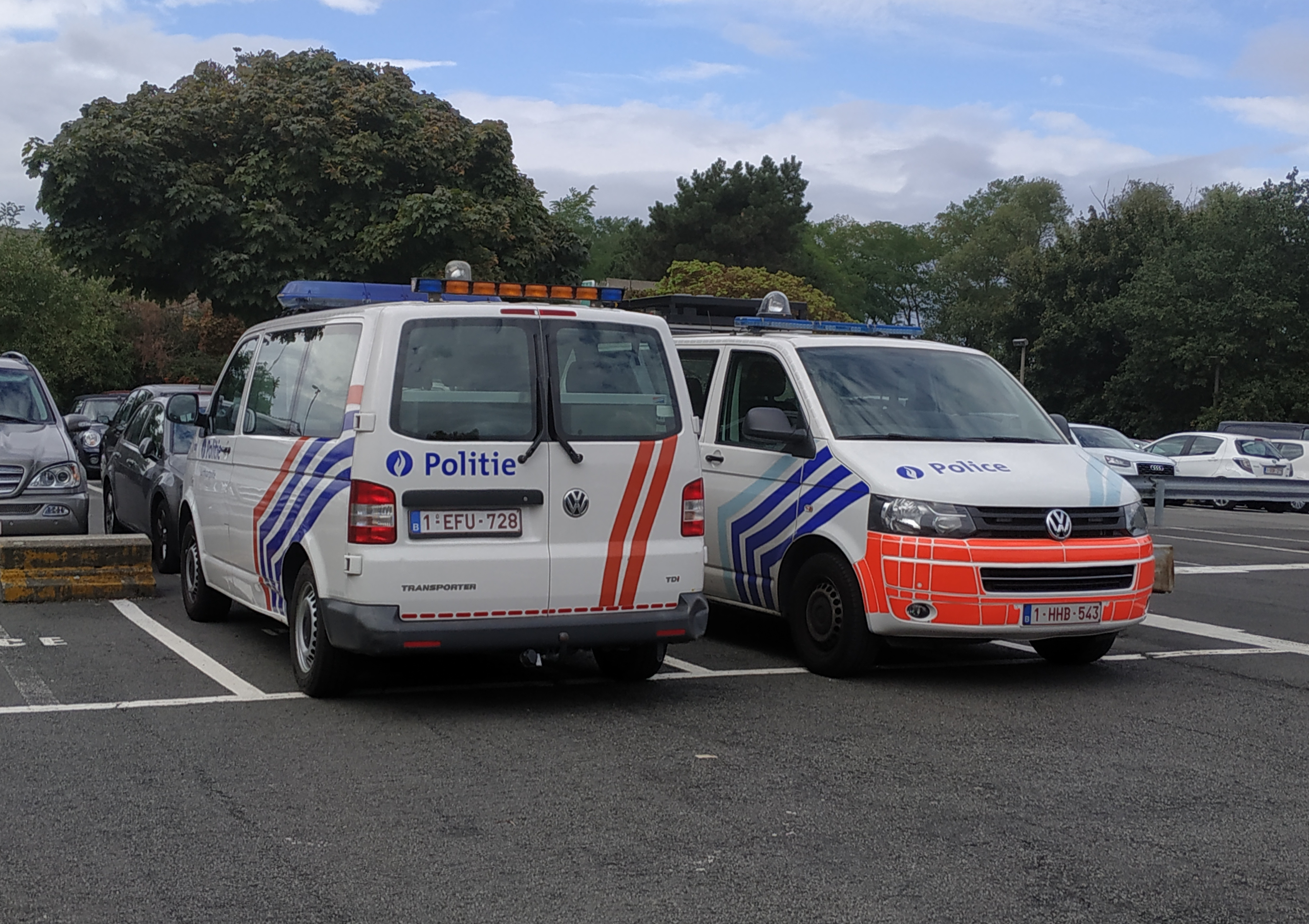
Volkswagen de la police fédérale à gauche (bandes ocre orange) et de la police locale à droite (bandes bleues).

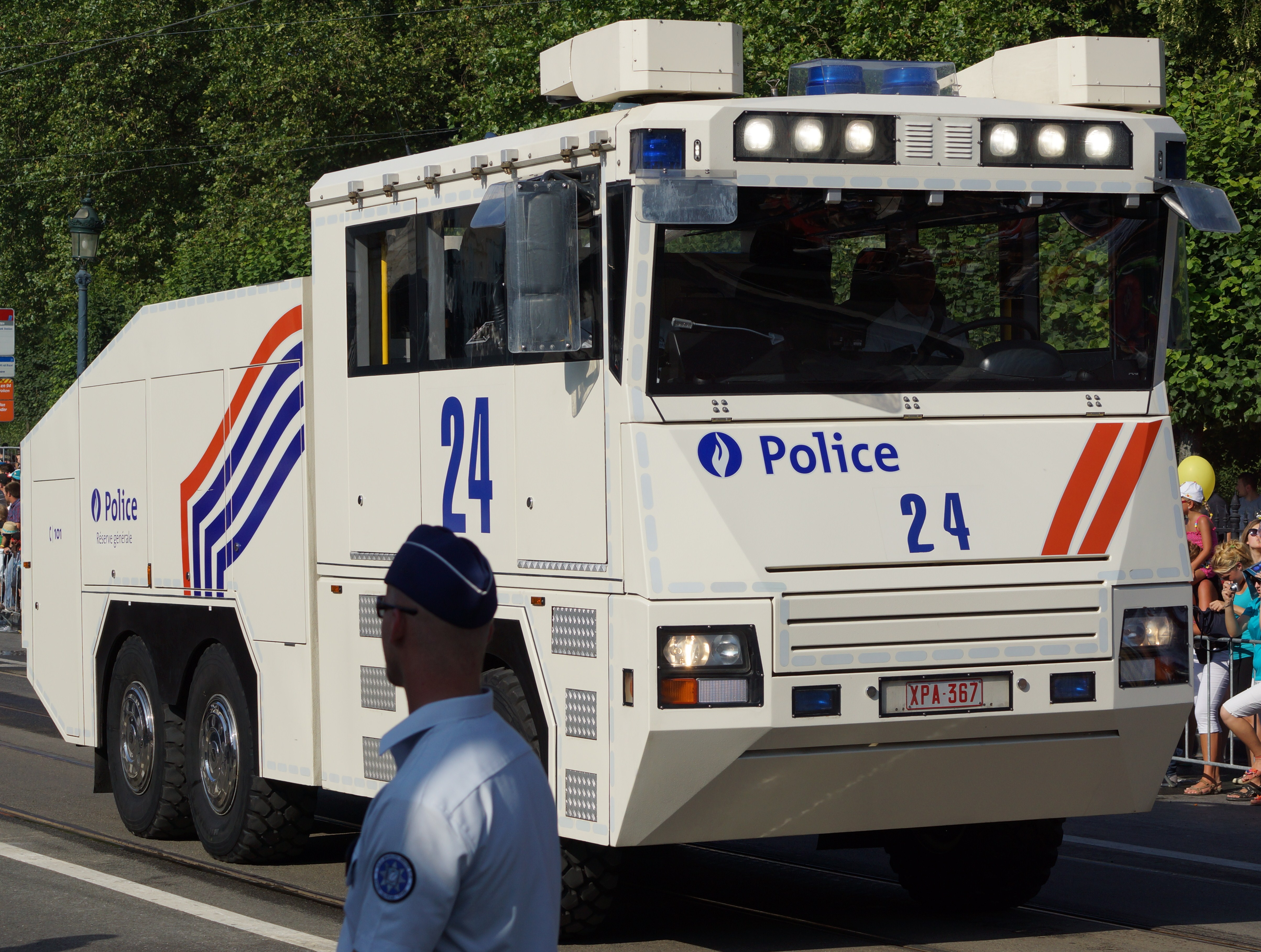
Arroseuse Ziegler de la police fédérale lors du défilé du 21 juillet 2013

### Police fédérale
Les véhicules de la police fédérale sont reconnaissables par les trois bandes bleu-marine et une bande ocre sur les côtés ainsi que par les deux bandes ocre à l'avant et à l'arrière.

#### Véhicules spéciaux
- Iveco
- Arroseuse MOL(plus en service)
- Arroseuse ZIEGLER
- Carriers Shorland 600

#### Hélicoptères et avions

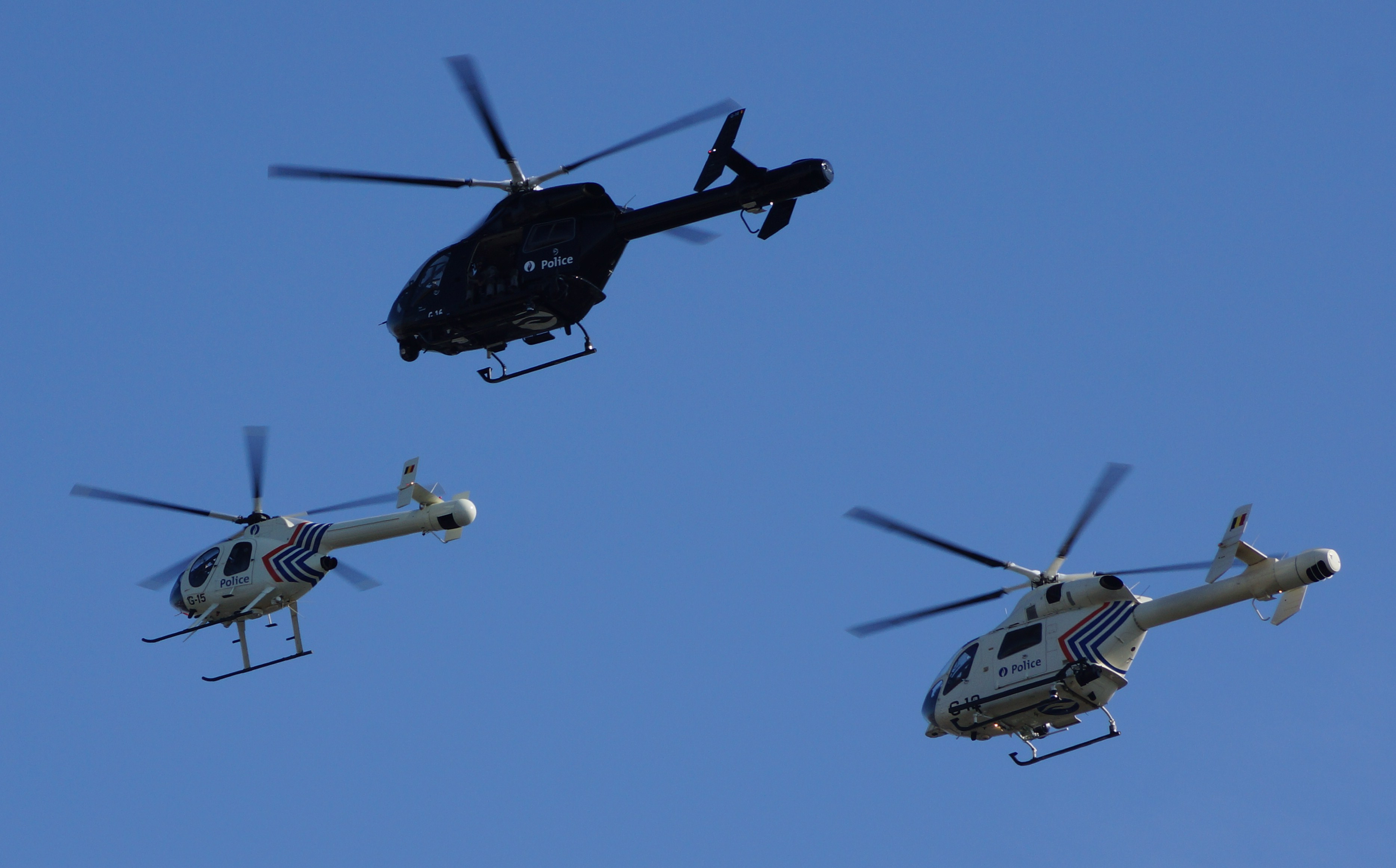
Hélicoptères de la police fédérale belge lors du défilé du 21 juillet 2013. Il s’agit d’un McDonnell Douglas 520 et de deux McDonnell Douglas Explorer 900

Le Service d'appui aérien (DAFA ou encore RAGO) dispose des appareils suivants :
- MD Helicopters Explorer 900 : 3 (G10, G11, G12)[16]
- MD Helicopters Explorer 902 (G16)[17]
- Hughes MD 520N : 2 (G-14[18], G-15[19])[20]
- Cessna C182 Skylane II : 2 (G-04, )[21],[22]

#### Bateaux[23]
- Bateau semi-rigide (RHIB)
- Bateau de patrouille (3)[24]
- Bateau de patrouille SPN-09[25]
- Bateau de patrouille SPN-14[26]
- Bateau d’intervention rapide SPN-15[27]

### Police locale
Les véhicules de la police locale sont reconnaissables par les trois bandes bleu-marine et une bande bleu-gris clair sur les côtés ainsi que par les deux bandes bleu-gris clair à l'avant et à l'arrière.

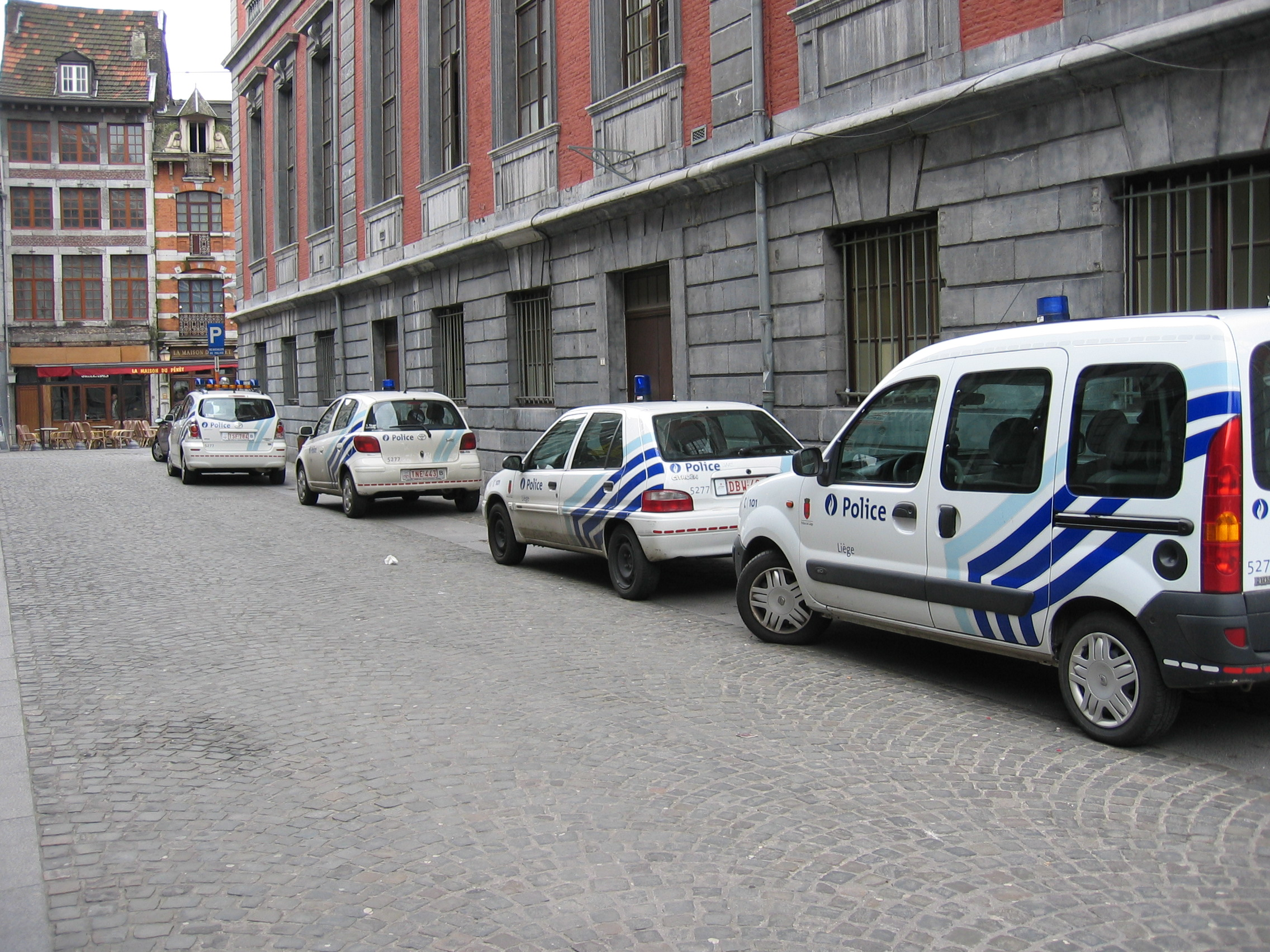
Véhicules de la police locale de Liège
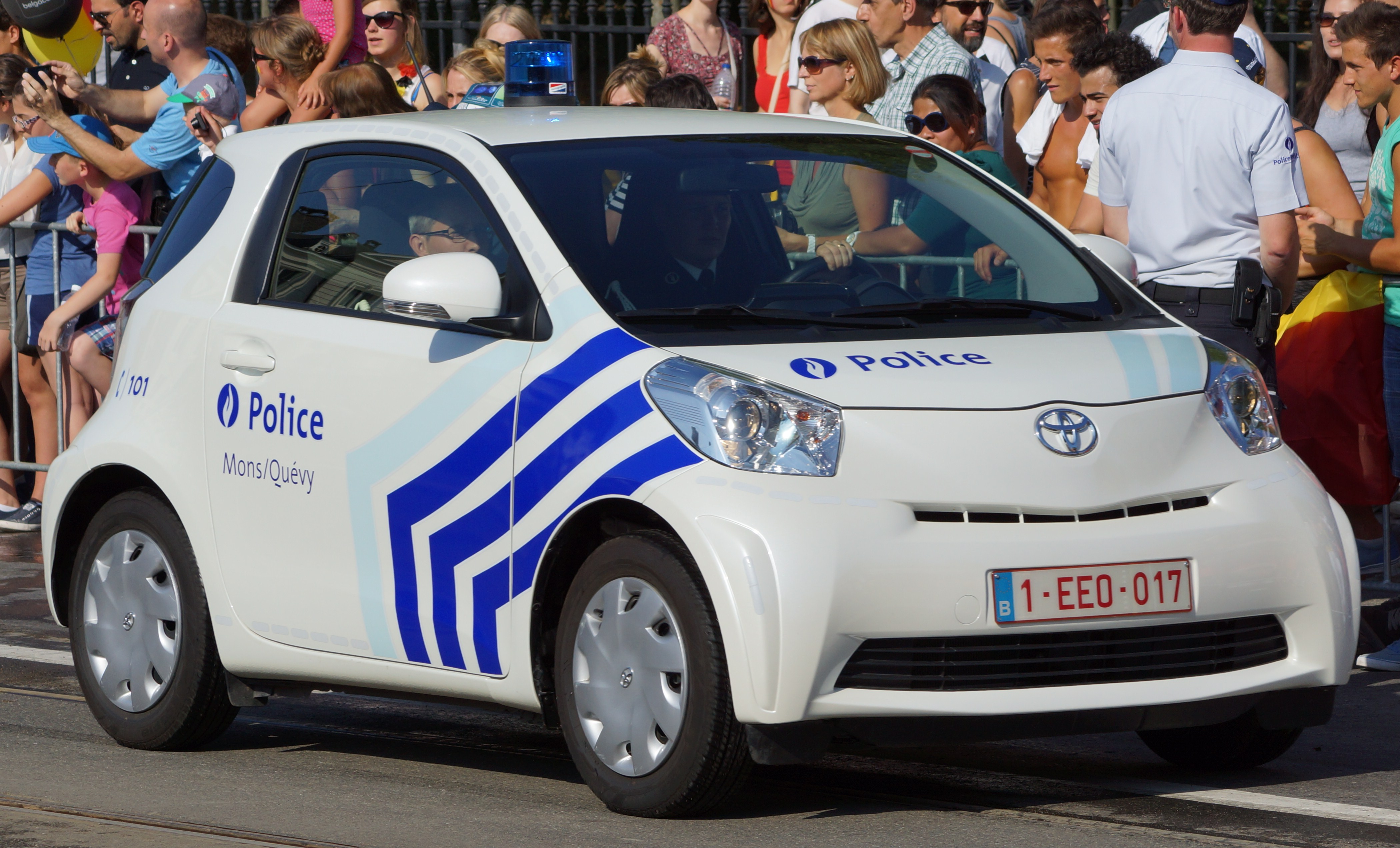
Toyota iQ de la police locale de Mons / Quévy lors du défilé du 21 juillet 2013
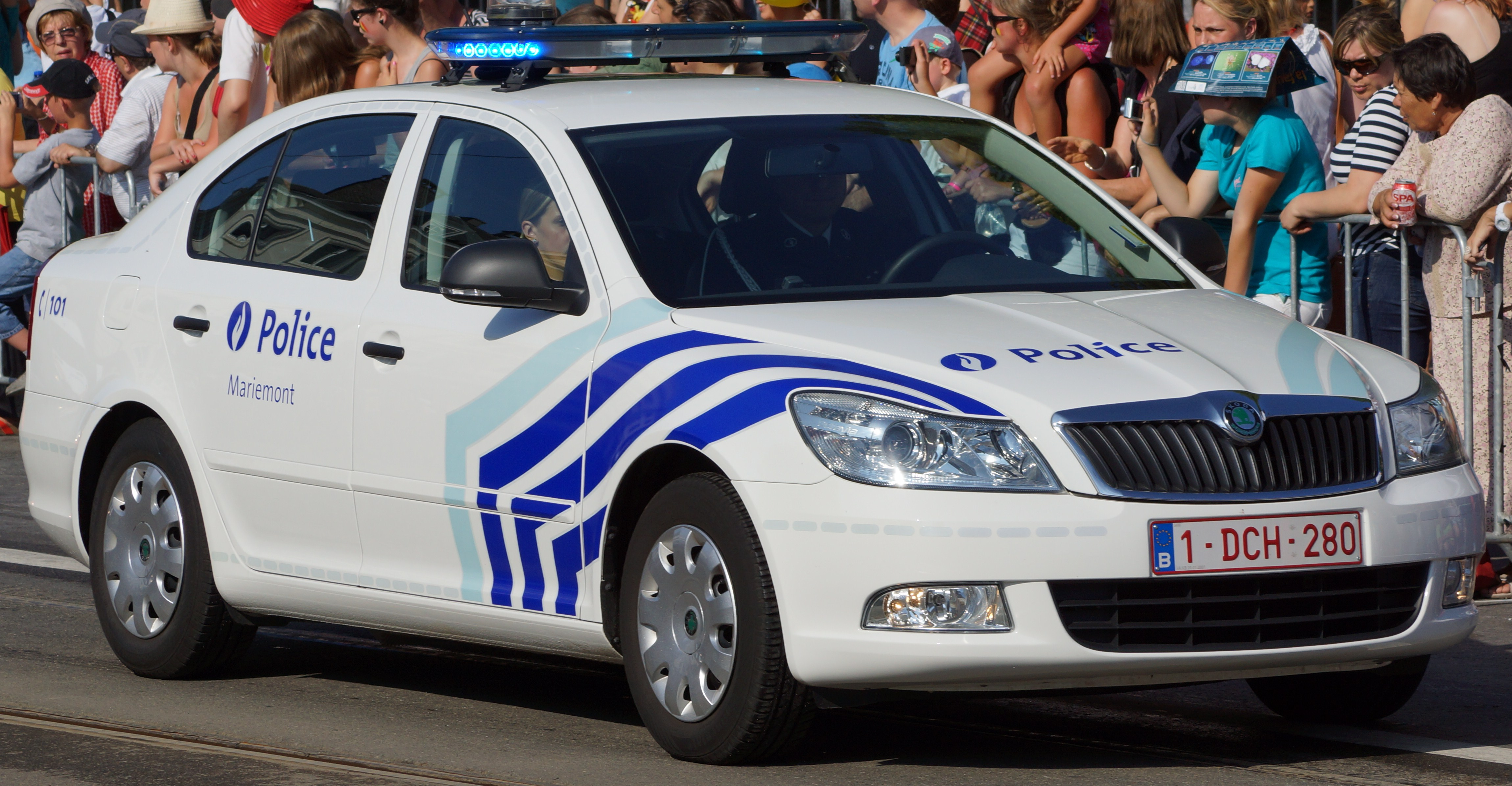
Skoda Octavia de la zone de police de Mariemont lors du défilé du 21 juillet 2013
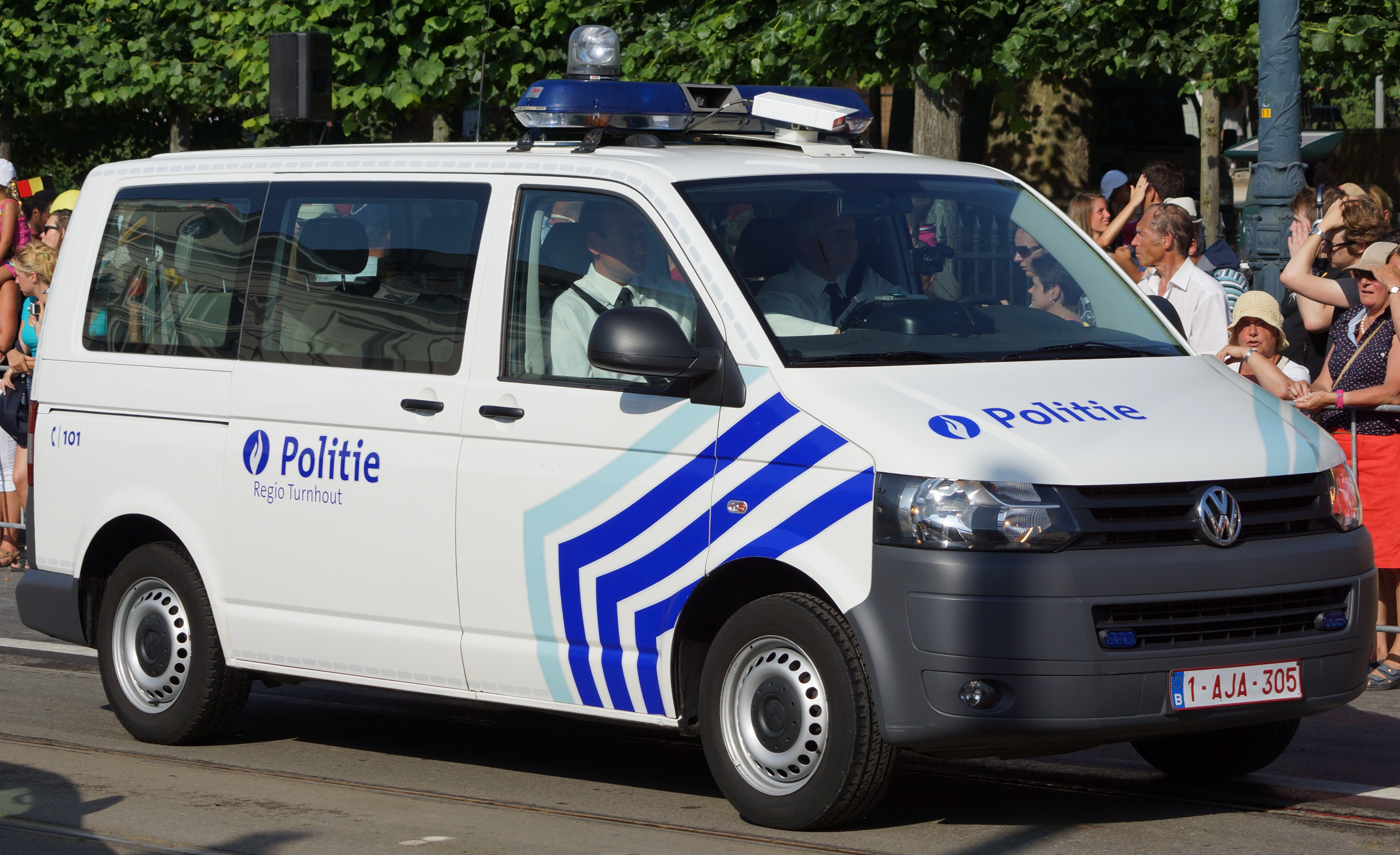
Camionnette Volkswagen Transporter de la zone de police Turnhout (police locale) lors du défilé du 21 juillet 2013
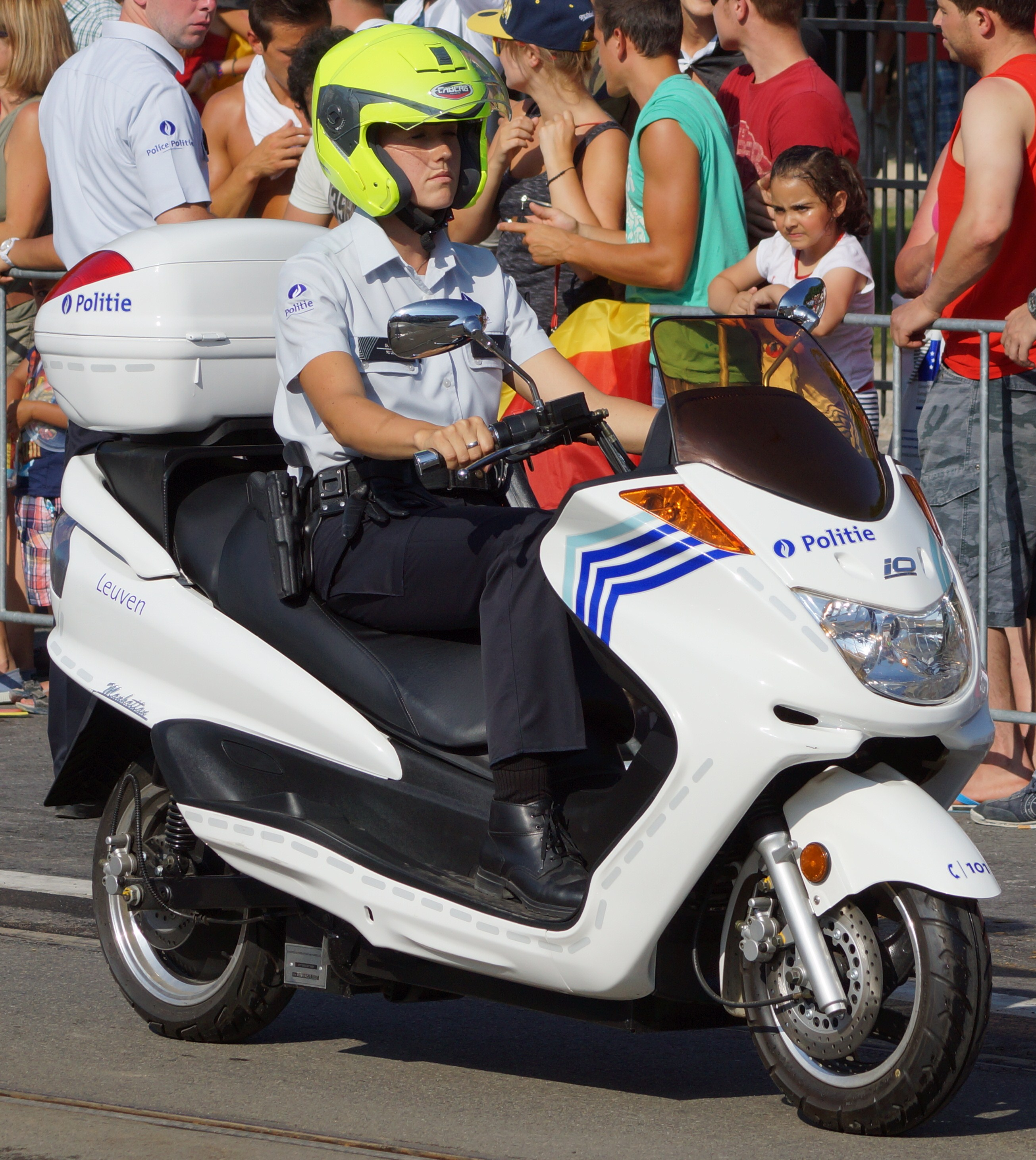
Scooter iO Manhattan de la police locale de Louvain lors du défilé du 21 juillet 2013
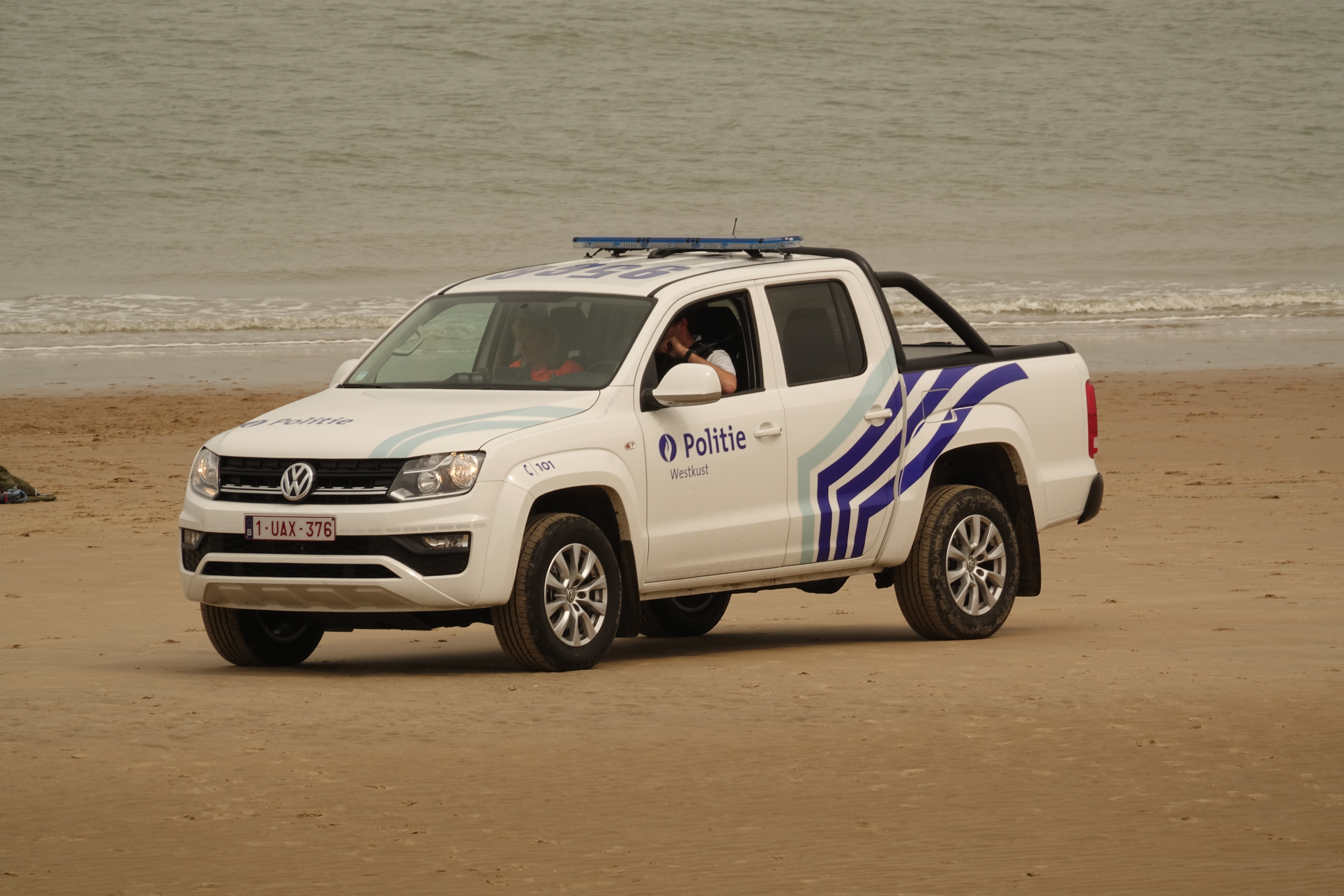
Volkswagen de la police locale Westkust à Knokke-Heist le 16 juin 2018
Véhicules de la police locale de Bruxelles-Ixelles

## Police belge dans la culture populaire

### Bande dessinée
- L’agent 15 dans Quick et Flupke de Hergé
- L’agent Longtarin dans Gaston Lagaffe d’André Franquin
- L’agent 212 dans la bande dessinée éponyme de Daniel Kox et Raoul Cauvin

### Statuaire
- Le policier du Vaartkapoen, une statue de Tom Frantzen à Molenbeek-Saint-Jean

### Roman
- Hercule Poirot dans les romans d’Agatha Christie

### Séries télévisées
- La police fédérale dans Urgence disparitions et Matrioshki : Le Trafic de la honte.
- Unité 42

### Films
- Rattrapage